# GNV Atlas
Die GNV Atlas ist ein RoPax-Schiff der italienischen Reederei Grandi Navi Veloci.

## Geschichte
Das Schiff wurde für Olau Line auf der Schichau Seebeckwerft in Bremerhaven gebaut und nahm seinen Betrieb am 21. Mai 1990 als Fähre über den Ärmelkanal zwischen Sheerness und Vlissingen auf.
Im April 1994 beschloss TT-Line, die Olau Line zu schließen und das Schiff an P&O Ferries zu verchartern. P&O Ferries setzte die Fähre als Pride of Portsmouth unter britischer Flagge zwischen Le Havre und Portsmouth ein. 
Am 27. Oktober 2002 kollidierte die Pride of Portsmouth mit der HMS St Albans im Hafen von Portsmouth. Grunde dafür waren ein beschädigter Bugstrahler und starker Wind.
Im November 2005 verkaufte TT-Line die Pride of Portsmouth an die italienische Reederei SNAV. Am 30. Dezember 2005 wurde das Schiff in SNAV Lazio umbenannt, fuhr aber noch unter britischer Flagge. Am 5. Januar 2006 machte sich die Fähre auf den Weg von Falmouth nach Neapel. Am 26. März 2006 wurde sie unter italienische Flagge gebracht und im Mai 2006 zwischen Civitavecchia und Palermo in Dienst gestellt. 
Im März 2011 half die SNAV Lazio bei der Evakuierung von Menschen aus Libyen.
Im März 2017 ging das Schiff in den Besitz von Grandi Navi Veloci über und wurde in GNV Atlas umbenannt.

## Ausstattung
An Bord der GNV Atlas befindet sich ein Kino, ein Konferenzraum, eine Pizzeria, ein Restaurant à la Carte und ein Kinderspielraum.

## Schwesterschiffe
Die GNV Atlas hat drei Schwesterschiffe, die Princess Seaways, die King Seaways und die GNV Cristal.